# Aeroflot
Công ty hàng không Nga Aeroflot (tiếng Nga: Аэрофлот — Российские авиалинии Aeroflot — Rossijskie Avialinii), hay Aeroflot (Аэрофлот; nghĩa là "phi đội"), là công ty hàng không quốc gia Nga và là hãng vận chuyển lớn nhất nước Nga. Hãng có trụ sở tại Moskva và điều hành các tuyến bay chở khách nội địa và quốc tế tới gần 90 thành phố tại 47 quốc gia. Sân bay chính là Sân bay quốc tế Sheremetyevo, Moskva.
Hãng là một thành viên của Liên minh SkyTeam. Đây cũng từng là công ty hàng không quốc tế của Liên bang Xô viết và từng là hãng hàng không lớn nhất thế giới. Các trụ sở hãng gần Aerostar Hotel, trung tâm Moskva.
Trước khi Nga tấn công Ukraine năm 2022, hãng đã bay đến 146 điểm đến ở 52 quốc gia. Số lượng điểm đến đã giảm đáng kể sau khi nhiều nước cấm máy bay Nga; kể từ ngày 8 tháng 3 năm 2022, Aeroflot chỉ bay đến các điểm đến ở Nga và Belarus.

## Đội bay

### Đội bay hiện tại
Tính đến tháng 9 năm 2021:
| Máy bay                | Đang sử dụng | Đặt hàng | Hành khách | Hành khách | Hành khách | Hành khách | Ghi chú |
| Máy bay                | Đang sử dụng | Đặt hàng | B          | W          | E          | Tổng       | Ghi chú |
| ---------------------- | ------------ | -------- | ---------- | ---------- | ---------- | ---------- | --- |

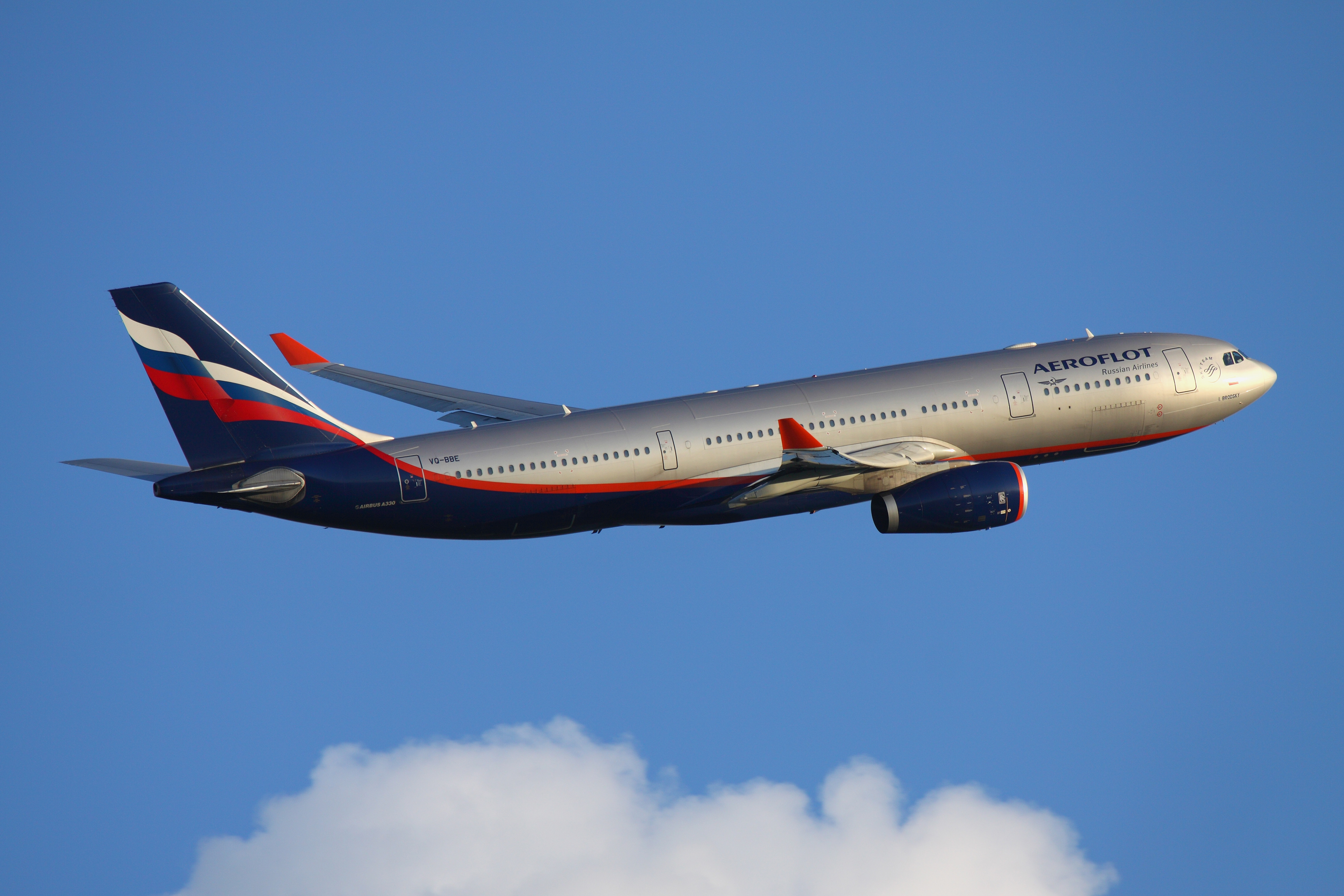
Máy bay Airbus A330-200 của Aeroflot

| Airbus A320-200        | 11           | __       | 20         | —          | 120        | 140        | Một chiếc với màu sơn 1950s retro Một chiếc với màu sơn PBC CSKA Moskva Hai chiếc mang logo 75 Pobeda! 1945-2020 Hai chiếc mang logo SkyTeam |
| Airbus A320-200        | 47           | __       | 8          | —          | 150        | 158        | Một chiếc với màu sơn 1950s retro Một chiếc với màu sơn PBC CSKA Moskva Hai chiếc mang logo 75 Pobeda! 1945-2020 Hai chiếc mang logo SkyTeam |
| Airbus A320neo         | 5            | 1        | 12         | —          | 144        | 156        | Giao hàng từ năm 2021 |
| Airbus A321-200        | 8            | —        | 28         | —          | 142        | 170        | Một chiếc mang logo Manchester United Một chiếc mang logo 95th Anniversary Một chiếc mang logo 75 Победа! 1945-2020                          |
| Airbus A321-200        | 25           | —        | 16         | —          | 167        | 183        | Một chiếc mang logo Manchester United Một chiếc mang logo 95th Anniversary Một chiếc mang logo 75 Победа! 1945-2020                          |
| Airbus A321neo         | 3            | —        | 12         | —          | 184        | 196        | Giao hàng từ năm 2021 |
| Airbus A330-300        | 11           | —        | 28         | —          | 268        | 296        | |
| Airbus A330-300        | 1            | —        | 36         | —          | 265        | 301        | |
| Airbus A350-900        | 4            | 11       | 28         | 24         | 264        | 316        | Giao hàng từ 2020 đến 2023 |
| Boeing 737-800         | 37           | —        | 20         | —          | 138        | 158        | Một chiếc với màu sơn SkyTeam |
| Boeing 777-300ER       | 20           | 2        | 30         | 48         | 324        | 402        | Giao hàng từ 2018 đến 2021. Một chiếc với màu sơn SkyTeam                                                                                    |
| Irkut MC-21-300        | —            | 50       | 16         | —          | 159        | 175        | |
| Sukhoi Superjet 100-95 | 25           | 95       | 12         | —          | 75         | 87         | Một chiếc mang logo SkyTeam |
| Tổng                   | 197          | 159      |            |            |            |            | |

### Đội máy bay đã ngưng sử dụng

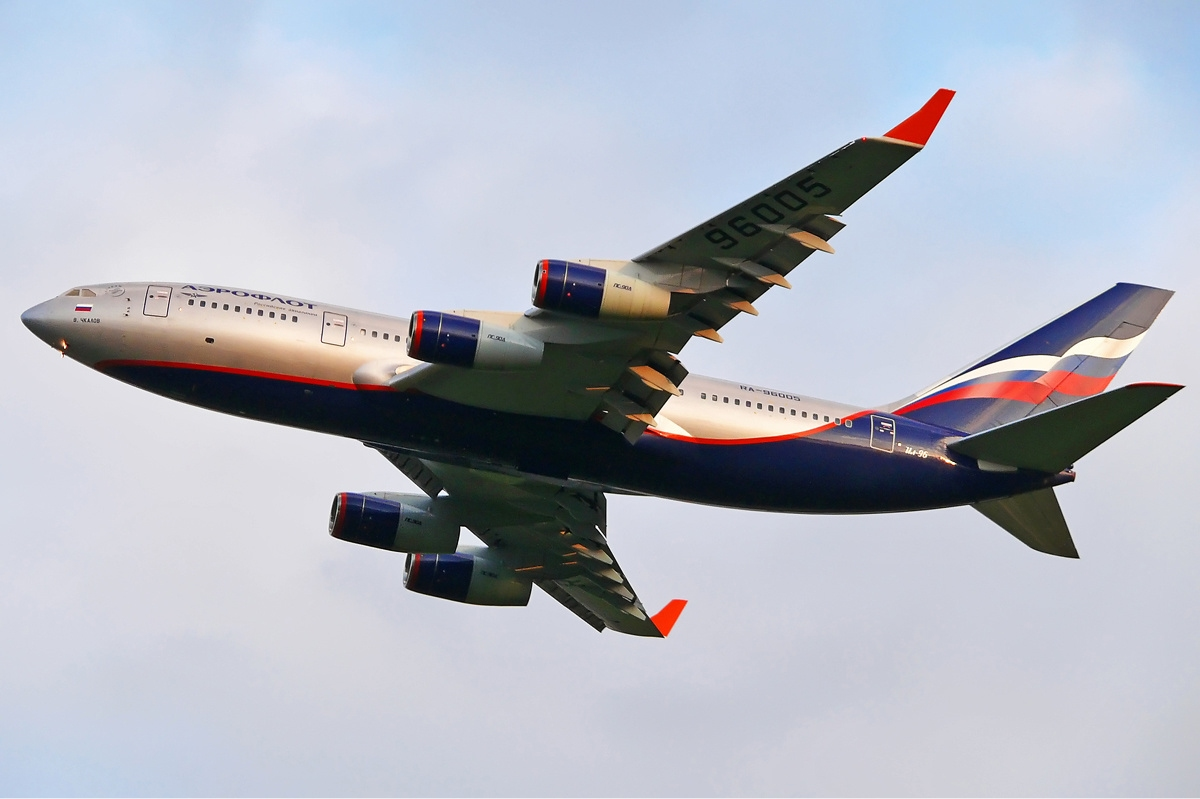

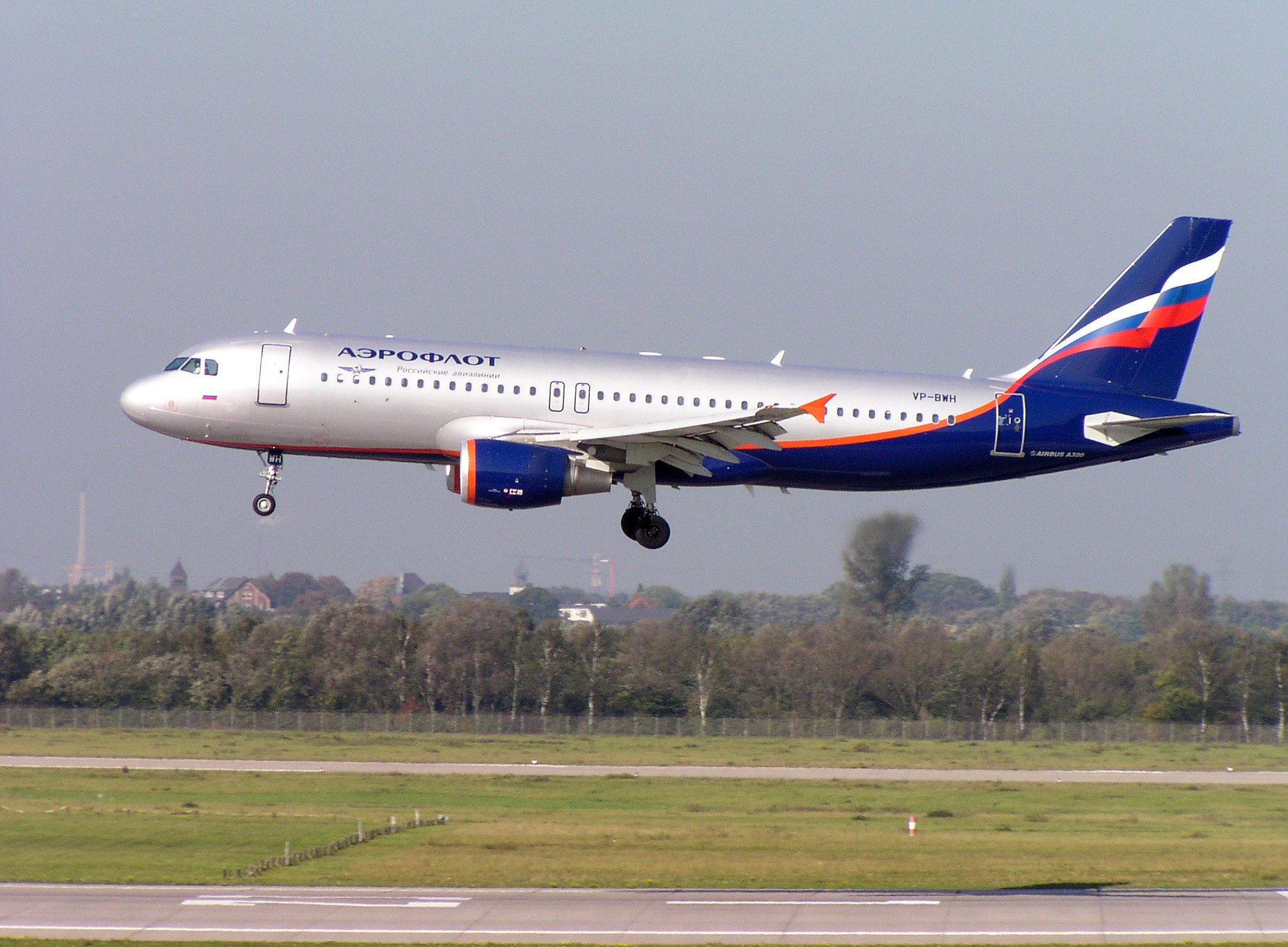
Airbus A320 của Aeroflot tại Düsseldorf.

| Máy bay                  | Bay lần đầu | Năm ngưng sử dụng | Ghi chú                     |
| ------------------------ | ----------- | ----------------- | --------------------------- |
| Airbus A310              | 1992        | 2005              |                             |
| Airbus A319              | ?           | ?                 |                             |
| Antonov An-2             | 1948        | Không biết        |                             |
| Antonov An-10            | 1959        | 1973              |                             |
| Antonov An-24            | 1962        | Không biết        |                             |
| Antonov An-124           | 1980        | 2000              | Máy bay vận chuyển hàng hóa |
| Boeing 737–300           | 2008        | 2009              | Máy bay vận chuyển hàng hóa |
| Boeing 737–400           | 1998        | 2004              |                             |
| Boeing 767-300ER         | 1994        | 2014              |                             |
| Boeing 777-200ER         | 1998        | 2005              |                             |
| Ilyushin Il-12           | 1947        | 1970              |                             |
| Ilyushin Il-14           | 1954        | Không biết        |                             |
| Ilyushin Il-18           | 1958        | Không biết        |                             |
| Ilyushin Il-62           | 1967        | 2002              |                             |
| Ilyushin Il-76           | 1979        | 2004              | Máy bay vận chuyển hàng hóa |
| Ilyushin Il-86           | 1980:67     | 2006              |                             |
| Ilyushin Il-96-300       | 1993        | 2014              |                             |
| McDonnell Douglas DC-10  | 1995        | 2009              | Máy bay vận chuyển hàng hóa |
| McDonnell Douglas MD-11F | 2008        | 2013              | Máy bay vận chuyển hàng hóa |
| Tupolev Tu-104           | 1956        | 1979              |                             |
| Tupolev Tu-114           | 1961        | 1976              |                             |
| Tupolev Tu-124           | 1962        | 1980              |                             |
| Tupolev Tu-134           | 1967        | 2007              |                             |
| Tupolev Tu-144           | 1977        | 1978              |                             |
| Tupolev Tu-154           | 1968        | 2009              |                             |
| Tupolev Tu-204           | 1990        | 2005              |                             |
| Yakovlev Yak-40          | 1966        | 1995              |                             |
| Yakovlev Yak-42          | 1980        | 2000              |                             |

### Hàng hoá
Phi đội chở hàng của Aeroflot tới tháng 8 năm 2006 gồm những máy bay sau:
Aeroflot dự định thay thế phi đội DC-10F bằng những chiếc MD-11F hiện đại hơn.

## Tai nạn và sự cố
Ở đây chỉ tính những vụ tai nạn và sự cố phổ biến nhất.
1. Vào ngày 11 tháng 10 năm 1984, chuyến bay 3352 của Aeroflot (Tupolev Tu-154B-1) đã đâm vào các phương tiện bảo dưỡng trên đường băng, khiến 174 người trên khoang và 4 người trên mặt đất thiệt mạng, chỉ có 5 người duy nhất vẫn còn sống sót. Nguyên nhân chính dẫn đến vụ tai nạn thảm khốc là do một kiểm soát viên không lưu đã ngủ gật trong khi đang làm nhiệm vụ. Kiểm soát viên mặt đất lúc đang làm nhiệm vụ chỉ mới 23 tuổi. Anh ta được cho là đã không ngủ đủ giấc trong những ngày trước khi vụ tai nạn xảy ra, vì phải chăm sóc hai đứa con nhỏ của mình. Vào thời điểm nó xảy ra, vụ tai nạn này là vụ tai nạn chết người nhất trong lịch sử hàng không Liên Xô.
2. Vào ngày 10 tháng 7 năm 1985, chuyến bay 7425 của Aeroflot (Tupolev Tu-154B-2) đã lao thẳng xuống mặt đất gần Uchkuduk, Uzbekistan, thời bấy giờ thuộc Liên Xô. Không có người sống sót trong 200 người có trên chuyến bay ngày hôm đó. Hộp đen của Chuyến bay 7425 đã bị phá hủy trong vụ tai nạn. Nhưng các nhà điều tra, cùng với sự giúp đỡ của các nhà tâm lý học, đã nghiên cứu những yếu tố con người dẫn đến vụ tai nạn. Họ nhận thấy phi hành đoàn của Chuyến bay 7425 đã rất mệt mỏi vào thời điểm ngày hôm đó, và đó cũng là nguyên nhân chính dẫn đến vụ tai nạn hàng không chết chóc nhất trong lịch sử Liên Xô và Uzbekistan.
3. Vào ngày 20 tháng 10 năm 1986, chuyến bay 6502 của Aeroflot (Tupolev 134A) đã rơi do cơ trưởng đã đặt cược cơ phó là hạ cánh máy bay không cần nhìn đường băng (sơ suất của phi công). Cơ trưởng đã phớt lờ cảnh bào của hệ thống khi máy bay đang ở độ cao khoảng 62 – 65 m và không thực hiện đề xuất bay vòng (go around). Máy bay lao xuống đường băng với tốc độ 150 kn (280 km / h; 170 dặm / giờ) và dừng lại sau khi đã chạy quá đường băng. 70 người tử vong, trong đó có cả cơ phó. Chỉ 24 người sống sót, trong đó hơn một nửa là trẻ em. Cơ trưởng là Kliuyev bị truy tố và bị kết án 15 năm tù, sau đó được giảm xuống sáu năm tù.
4. Vào ngày 23 tháng 3 năm 1994, Chuyến bay 593 của Aeroflot (Airbus A310-304) đã rơi ở Siberia chỉ vì viên cơ phó thứ 3 cho hai đứa con của mình vào buồng lái giữa đêm. Khi đó Yana, 12 tuổi và Eldar, 15 tuổi được phép ngồi vào ghế của cơ trưởng và nghịch với các nút điều khiển mà đáng lý ra đã phải được vô hiệu hóa trước khi máy bay chuyển sang chế độ bay tự động. Trong lúc đang chơi, Eldar vô tình kéo nút điều khiển xuống trong đúng 30 giây, quay lại trạng thái điều khiển bằng tay, Vì phi công xử lí không kịp nên chiếc máy bay đã rơi tự do xuống đất ở Siberia khiến toàn bộ 75 hành khách và phi hành đoàn thiệt mạng.
5. Vào ngày 14 tháng 9 năm 2008, Chuyến bay 821 của Aeroflot Nord (Boeing 737-505) đã gặp sự cố (mất kiểm soát) khi đang tiếp cận Sân bay Quốc tế Perm lúc 5:10 giờ địa phương. Tất cả 88 người trong khoang thiệt mạng. Nguyên nhân chính của vụ tai nạn là cả hai phi công đều mất định hướng trong không gian do không có kinh nghiệm, Thiếu chế độ nghỉ ngơi đầy đủ, quản lý nguồn lực của thuyền viên không tốt và việc sử dụng rượu của thuyền trưởng cũng góp phần gây ra tai nạn. Thảm họa hàng không này dẫn đến việc Aeroflot-Nord đổi tên thành Nordavia , có hiệu lực vào ngày 1 tháng 12 năm 2009 và sau đó là Smartavia vào năm 2019.
6. Vào ngày 5 tháng 5 năm 2019, chuyến bay 1492 của Aeroflot (Sukhoi Superjet 100) đã bốc cháy ở cánh và thân máy bay phía sau sau một cú va chạm mạnh, và có tới 41 người trên tàu được báo cáo là đã thiệt mạng. Máy bay sau đó đã bị thiêu rụi hoàn toàn. Theo báo cáo của Ủy ban Hàng không Liên bang Nga phụ trách điều tra nguyên nhân vụ việc, máy bay Sukhoi Superjet 100 đã hạ cánh với tốc độ vượt mức cho phép sau khi bị sét đánh. Ngoài ra, phi hành đoàn cũng đã quyết định cho máy bay hạ cánh bất chấp khuyến cáo của một hệ thống tự động rằng máy bay nên tiếp cận đường băng lần thứ hai. Tuy nhiên, báo cáo điều tra nêu trên kết luận phi công không có lỗi trong vụ việc.